# Ralph Berger
Ralph Berger (* 20. August 1904 in Los Angeles, Kalifornien; † 12. Dezember 1960 ebenda) war ein US-amerikanischer Artdirector und Szenenbildner, der bei der Oscarverleihung 1943 für den Oscar für das beste Szenenbild nominiert war und später zweimal einen Emmy für die beste Artdirection gewann.

## Leben
Berger wurde 1925 Mitarbeiter bei den Universal Studios und arbeitete später als Artdirector und Szenenbildner bei RKO Pictures, Bing-Crosby-Enterprises sowie bei Desilu Productions. Im Laufe seiner Tätigkeit in der Filmwirtschaft Hollywoods wirkte er an der szenischen Ausstattung von 150 Filmen und Folgen von Fernsehserien mit.
Bei der Oscarverleihung 1943 war er zusammen mit Emile Kuri für den Oscar für das beste Szenenbild in dem Schwarzweißfilm Silver Queen (1942) nominiert, einem von Lloyd Bacon verfilmten Western mit George Brent, Priscilla Lane und Bruce Cabot in den Hauptrollen. 
Für die Folge A Christmas Carol aus der Fernsehshow Shower of Stars (1954) gewann er zusammen mit Albert M. Pyke 1955 seinen ersten Emmy für die beste Artdirection. Seinen zweiten Emmy in dieser Kategorie erhielt er 1960 gemeinsam mit Frank T. Smith für die Folge Untouchables aus der Fernsehserie Westinghouse Desilu Playhouse (1958).

## Filmografie (Auswahl)
- 1932: White Zombie
- 1934: Secret of the Chateau
- 1935: Outlawed Guns
- 1936: Silver Spurs
- 1937: Left-Handed Law
- 1939: Papa Soltero
- 1941: Secret of the Wastelands
- 1942: Silver Queen
- 1943: Der Sheriff von Kansas (The Kansan)
- 1944: Forty Thieves
- 1944: Mit Büchse und Lasso (Tall in the Saddle)
- 1946: Without Reservations
- 1947: Die Todesreiter von Kansas (Trail Street)
- 1948: Der Schrecken von Texas (Return of the Bad Men)
- 1948: Der Junge mit den grünen Haaren (The Boy with Green Hair)
- 1949: Die rote Schlinge (The Big Steal)
- 1951: I Love Lucy (Sitcom)
- 1952: An der Spitze der Apachen (The Half-Breed)
- 1953: Man of Conflict
- 1954: The Jack Benny Program
- 1956: The Lineup (Fernsehserie)
- 1957: Whirlybirds (Fernsehserie)
- 1957: The Real McCoys (Sitcom)
- 1958: The Ann Sothern Show (Fernsehserie)
- 1959: Die Unbestechlichen